# Amanida de tonyina

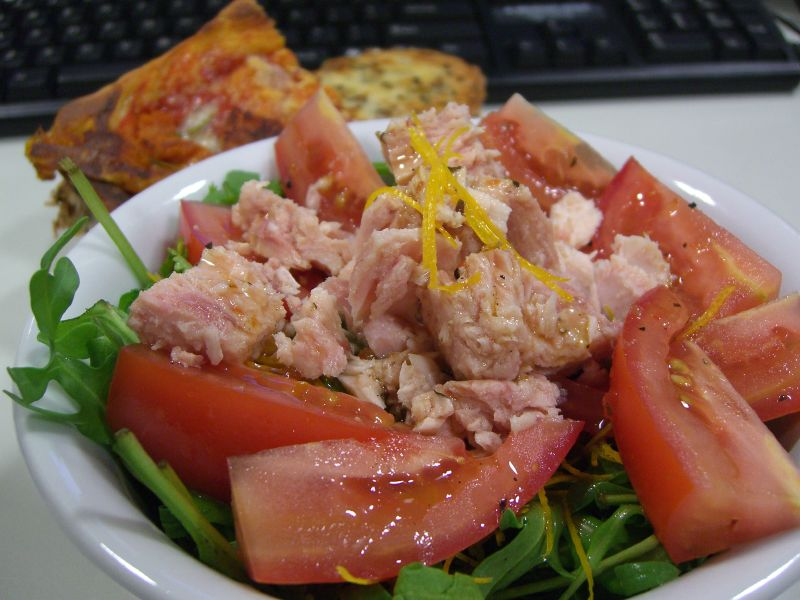
Amanida de tonyina amb tomàquet

L'amanida de tonyina és un barreja de típicament tres ingredients: tonyina, ou i algun tipus de maionesa o succedani, com aramostassa. La tonyina usada sol ser precuinada, enllaunada i conservada amb aigua o oli. És freqüent untar l'amanida entre dues llesques de pa per obtenir un sandvitx d'amanida de tonyina.

## Característiques
Una versió ràpida de l'amanida de tonyina es pot fer ometent l'ou i emprant anet o relish. La raó d'aquest canvi és que els ous s'han de coure, mentre que d'altres ingredients poden adquirir-se ja a punt per menjar. Aquesta versió procedeix de les receptes de sandvitx de tonyina que demanen barrejar la tonyina amb maionesa abans d'untar-a al pa. La tonyina sol procedir de conserves tonyinaires.
Es comercialitzen amanides de tonyina llestes per menjar en moltes botigues d'ultramarins. La qualitat d'aquests productes pot jutjar-se sovint per la quantitat de maionesa. Les versions barates contenen molta maionesa i ingredients picats finament, mentre les més cares porten molta menys maionesa i ingredients tallats més gruixuts.

## Variants
L'amanida de tonyina també pot usar-se com a farcit entre dos crackers, o com a acompanyament d'un altre plat. Al Japó l'amanida de tonyina es coneix com a ツ ナ サ ラ ダ Tsuna Sarada (de l'anglès tuna salad) o シ ー チ キ ン サ ラ ダ shīchikin Sarada (sea chicken salad). L'últim al·ludeix a sea chicken (シ ー チ キ ン), una marca de tonyina enllaunada produïda per Hagoromo Foods.